# Monitor von Orléans
Monitor (im Französischen auch Moniteur; gestorben um 490) war der neunte oder zwölfte Bischof von Orléans in Frankreich und wird als Heiliger der römisch-katholischen Kirche verehrt.
Er wurde um das Jahr 472 zum Bischof von Cenabum ernannt, dem heutigen Orléans. Sein Gedenktag wird am 10. November gefeiert.